# Damon Stoudamire
Damon Lamon Stoudamire (ur. 3 września 1973 w Portland) – amerykański koszykarz występujący na pozycji rozgrywającego w lidze NBA, po zakończeniu kariery zawodniczej trener koszykarski, od 2023 trener drużyny uniwersyteckiej Georgia Tech Yellow Jackets. 
W 1995 roku wybrany przez Toronto Raptors w pierwszej turze (jako siódmy wybór) draftu NBA. W NCAA, reprezentował barwy Uniwersytetu w Arizonie. Damon jest kuzynem byłego gracza Uniwersytetu w Arizonie – Salima Stoudamire'a, który występował m.in. w Atlanta Hawks.

## Kariera w liceum
Damon Stoudamire uczęszczał do liceum Woodrow Wilson, grając tam dla „Trojanów”, z którymi uzyskał rekordowy bilans 74 wygranych – 4 porażek oraz zdobył tytuł mistrzowski w 1989 i 1991. Stoudamire uzyskiwał średnio 26,1 punktów, 9,2 asysty oraz 3,6 przechwyty na mecz. Otrzymał dwa tytuły najlepszego gracza stanu Oregon (Oregon Player of the Year) oraz tytuł „High School All-American” w trakcie swojego seniorskiego sezonu.

## Kariera na uniwersytecie
Stoudamire na Uniwersytecie w Arizonie grał na pozycji rozgrywającego. Był jednym z zawodników zespołu „first-team All-American” oraz finalistą w wyścigu o tytuł „College Player of the Year”. W trakcie swojego juniorskiego sezonu, grając razem z Khalidem Reevesem, doprowadził swoją drużynę do Final Four NCAA. Natomiast, w trakcie swojego seniorskiego sezonu, otrzymał wyróżnienie „All-American” za zdobycie średnio 22,8 punktów na mecz. Stoudamire zakończył swoją uniwersytecką karierę jako najlepszy zawodnik w historii zespołu Arizona Wildcats pod względem liczby trafień za 3 (272), drugi pod względem zdobytych punktów (1849 punktów), 4. pod względem asyst oraz przeszedł do historii jako jedyny gracz Arizony, który w trakcie dwóch meczów zapisał na swoje konto 40 punktów. Swój najlepszy mecz rozegrał 14 stycznia 1995 roku przeciwko Stanford Cardinal zdobywając 45 punktów. W 1995 roku otrzymał nagrodę Wooden Award oraz trofeum „Pac-10 Player of the Year” wraz z Edem O’Bannonem.

## Kariera NBA

### Toronto Raptors
W trakcie swojego pierwszego sezonu w NBA, grając w Toronto Raptors, uzyskał średnio 19 punktów oraz 9,3 asysty. Nazwany został Mocarną Myszą (z ang. Mighty Mouse) ze względu na fakt, że mierzył tylko 1,78 m oraz posiadał tatuaż myszy na prawym ramieniu. Do Damona aktualnie należy rekord celnych rzutów za 3 (133) jako debiutant (ang. rookie) oraz trzecia najlepsza średnia pod względem ilości asyst również jako debiutant. Swój pierwszy sezon zakończył na drugim miejscu wśród najlepiej rzucających debiutantów oraz jako lider pod względem rozegranych minut oraz asyst. Otrzymał dwa razy trofeum „Rookie of the Month”, oraz został wybrany do „All Rookie First Team”. W tym samym roku (sezon NBA 1995–1996), uzyskał wyróżnienie NBA Rookie of the Year Award otrzymując 76 z 113 możliwych głosów oraz tytuł MVP, czyli Najbardziej Wartościowego Gracza meczu Rookie All-Star. Stoudamire do dzisiaj zachowuje trzeci rekord jako gracz wybrany najniżej w drafcie (z numerem siódmym), a który zdobył tytuł NBA Rookie of the Year. Damon zapisał się również do historii jako najniższy zawodnik, który zdobył te trofeum. Przez ostatnie 10 meczów tego sezonu nie wyszedł na boisko ze względu na zapalenie ścięgna w lewym kolanie.

### Portland Trail Blazers
13 lutego 1998, wraz z Waltem Williamsem i Carlosem Rogersem został przeniesiony z Raptors do Portland Trail Blazers w zamian za Kenny'ego Andersona, Alvina Williamsa, Gary’ego Trenta, dwa wybory w pierwszej rundzie draftu, jeden wybór w drugiej rundzie oraz pewną sumę pieniędzy. Grając w drużynie Trail Blazers, jego statystyki znacznie się obniżyły. W 2002 roku, znaczną część sezonu Damon przesiedział na ławce rezerwowych, ponieważ to Scottie Pippen i Bonzi Wells stanowili pozycję rozgrywającego. Jednakże, w czasie playoffów, Stoudamire przebywał już na boisku znaczącą ilość czasu.
14 stycznia 2005, Stoudamire pobił rekord w swojej karierze oraz rekord Trail Blazers zdobywając 54 punkty, z tego 8 razy trafiając zza linii 3 punktów, w meczu przeciwko New Orleans Hornets. W tym samym roku, 15 kwietnia, pobił rekord NBA rzucając aż 21 razy za 3 punkty, z czego tylko 5 było celnych.
Wraz z końcem sezonu 2004–05, kontrakt Stoudamire'a z Portland Trail Blazers wygasł i stało się jasne, że Blazers, którym zależało na odmłodzeniu drużyny oraz na graczach o dobrym charakterze, nie przedłużą z nim kontraktu. Stało się to faktem w kwietniu 2005 roku, kiedy drużyna podpisała kontrakt z rozgrywającym Juanem Dixonem, a następnie przyznała mu numer 3 na koszulce, który należał do Stoudamire'a. Stoudamire chciał, aby Blazers zatrudnili go, aby mógł być następnie przeniesiony do Houston Rockets. W zamian Blazers mogliby otrzymać wysokowartościowego zawodnika oraz wysoką sumę pieniędzy. Jednakże, kierownictwo Portland postanowiło wysłać Stoudamire'a w innym kierunku wraz z graczami Juanem Dixonem oraz Steve'em Blakiem.

### Memphis Grizzlies
5 kwietnia 2005, po negocjacjach z wieloma drużynami, ogłoszone zostało podpisanie czteroletniego kontraktu Stoudamire'a z drużyną Memphis Grizzlies, w której zastąpił Jasona Williamsa.
30 grudnia, podczas meczu w swoim rodzinnym mieście Portland, Stoudamire naderwał jedno z więzadeł stawu kolanowego. Z tego powodu nie wystąpił już w żadnym meczu sezonu 2005-06.
Cały kolejny sezon, wraz z weteranem Chuckym Atkinsem, pełnił rolę rozgrywającego.

### San Antonio Spurs
3 lutego 2008, Stoudamire podpisał kontrakt z San Antonio Spurs. Występował tylko, gdy Tony Parker był kontuzjowany, a resztę sezonu oraz play-offów spędził na ławce rezerwowych.

## Osiągnięcia
Na podstawie, o ile nie zaznaczono inaczej.
NCAA
- Uczestnik:
  - rozgrywek Final Four turnieju NCAA (1994)
  - turnieju NCAA (1992–1995)
- Mistrz sezonu regularnego konferencji Pac Ten (1992, 1994)
- Zawodnik roku konferencji Pac-10 (1995 wspólnie z Edem O’Bannonem)[3]
- Zaliczony do:
  - I składu:
    - All-American (1995)
    - Pac Ten (1993–1995)
    - pierwszoroczniaków Pac 10 (1992)

  - Galerii Sław Sportu stanu Oregon - Oregon Sports Hall of Fame

NBA
- MVP meczu debiutantów (1996)
- Debiutant roku NBA (1996)[4]
- Uczestnik meczu debiutantów NBA (1996)
- Zaliczony do I składu debiutantów NBA (1996)[5]
- Debiutant miesiąca NBA (listopad 1995, styczeń 1996)
- Lider play-off w:
  - średniej asyst (1998)[6]
  - skuteczności rzutów wolnych (1998, 2001 - wspólnie z Seanem Elliottem, Allanem Houstonem, Hedo Türkoğlu)[7]

Reprezentacja
- Mistrz uniwersjady (1993)
- Brązowy medalista Igrzysk Dobrej Woli (1994)

## Kariera szkoleniowa
W grudniu 2008, został dyrektorem zajmującym się rozwojem rozgrywających w Rice University. W lipcu 2021 został asystentem trenera Boston Celtics. 13 marca 2023 został ogłoszony trenerem drużyny akademickiej Georgia Tech Yellow Jackets.

## Posiadanie marihuany
Podczas gry w Portland Trail Blazers, Stoudamire miał kilka kłopotów związanych z marihuaną, z czego jeden wraz z silnym-skrzydłowym Rasheedem Wallace’em. Zostali zatrzymani z powodu nadmiernej prędkości oraz jazdę pod wpływem marihuany.
W 2003 został zatrzymany za posiadanie marihuany. Nałożono na niego grzywnę w wysokości 250,000$ oraz został zawieszony w drużynie na czas trzech miesięcy. Prezes Trail Blazers, Steve Patterson, ogłosił chęć zerwania kontraktu z Stoudamirem, jednakże nie znalazł odpowiedniej klauzuli, aby tego dokonać.
Koszykarz przeszedł 90-dniowy program dezynfekcji. Ponadto zawarł układ z dziennikarzem dziennika The Oregorian Johnem Canzano, że podda się badaniu moczu w trakcie sezonu 2003–04, w celu udowodnienia swojej trzeźwości. W połowie sezonu, Canzano zjawił się w szatni gracza z odpowiednią flaszką, którą wypełnił Stoudamire. Niezależny test laboratoryjny wykazał, że gracz był czysty. Ten czyn zrehabilitował Stoudamire'a w oczach kibiców Portland. Jednakże, Stoudamire został skrytykowany przez NBA za poddanie się innemu testowi na obecność narkotyków niż jednemu z tych, które są zapisane w układzie zbiorowym pracy. Fakt ten, że test był dobrowolny, a nie zlecony przez ligę, czy też jedną z drużyn, nie uwolnił Stoudamire'a od krytyki. Wbrew krytykom, żadne oficjalne przedsięwzięcie przeciwko koszykarzowi nie zostało podjęte.

## Odnośnik
- Airborne: The Damon Stoudamire Story napisana przez Douga Smitha